# The Preacher's Son
The Preacher's Son är ett musikalbum av Wyclef Jean. Det är hans fjärde album som soloartist.

## Låtlista
1. "Intro"
2. "Industry"
3. "Party to Damascus" (featuring Missy Elliott)
4. "Celebrate" (featuring Cassidy och Patti LaBelle)
5. "Baby Daddy" (featuring Redman)
6. "Three Nights In Rio" (featuring Carlos Santana)
7. "Class Reunion" (featuring Monica)
8. "Baby"
9. "I Am Your Doctor" (featuring Wayne Wonder och Elephant Man)
10. "Linda" (featuring Carl Restivo)
11. "Take Me As I Am" (featuring Sharissa)
12. "Grateful"
13. "Next Generation" (featuring Rah Digga och Scarface)
14. "Rebel Music" (featuring Prodigy)
15. "Who Gave The Order" (featuring Buju Banton)
16. "Party By The Sea" (featuring Buju Banton och T-Vice)
17. "Party To Damascus" (remix, featuring Missy Elliot)

## Singlar
| År   | Singel            | Lista                 | Topplacering |
| ---- | ----------------- | --------------------- | ------------ |
| 2003 | Party to Damascus | Hot R&B/Hip-Hop Songs | Nr. 34       |
| 2003 | Party to Damascus | Hot Rap Songs         | Nr. 17       |
| 2003 | Party to Damascus | Billboard Hot 100     | Nr. 65       |
| 2003 | Industry          | Hot R&B/Hip-Hop Songs | Nr. 73       |
| 2004 | Take Me As I Am   | Hot R&B/Hip-Hop Songs | Nr. 96       |